# Bardenfleth (Elsfleth)
Bardenfleth ist ein Ortsteil der niedersächsischen Stadt Elsfleth an der Unterweser.
Aus Bardenfleth, Neuenbrok und Altenhuntorf wurde 1933 die Gemeinde Moorriem gebildet. Diese wurde 1974 von Elsfleth eingemeindet und verlor damit ihre Selbstständigkeit.

## Kultur und Sehenswürdigkeiten
- Die Ev.-luth. St.-Anna-Kirche ist ein Fachwerkbau von 1620, als eine Nachfolgekirche von 1324. Der freistehende westliche Glockenturm ist aus Holz. Bemerkenswert ist die barocke blaue Rankenbemalung der flachen Decke von vermutlich 1731. Der Altar stammt von 1624, die ältere Glocke von 1672, die nur wenig kleinere Glocke von 1732.
  - Vor und hinter der Kirche der Kirche mit Friedhof steht das Küsterhaus Kirchweg 1 von 1727 und das Pastorat Kirchweg 3 vom 18. Jh.
- Kammerorchester St.-Anna Bardenfleth[1][2]
- Hofanlage Bardenfleth 9 in Teilen aus dem 18. Jahrhundert
- Hofanlage Bardenfleth 29 aus dem 18. Jahrhundert
- Hofanlage Bardenfleth 39 aus dem 18. und 19. Jahrhundert